# Жоссе, Андре
Андре Жоссе (фр. André Josset; 24 апреля 1897, Париж — 19 октября 1976, Париж) — французский драматург.
Сын фармацевта. По настоянию отца получил медицинское образование, защитив в 1927 году диссертацию «Некроз век как следствие стрептококковой флегмоны» (фр. Sphacèle des paupières à la suite de phlegmon streptococcique). До 1936 года практиковал как врач, одновременно работая над своей первой пьесой «Елизавета, женщина без мужчины» (фр. Elizabeth, la femme sans homme) — исторической драмой о романе королевы Елизавете I и её фаворита графа Эссекса. Пьеса была поставлена 19 октября 1935 года в Театре Старой Голубятни режиссёром Рене Роше, с Жермен Дермо в заглавной роли, и не сходила с подмостков два сезона, заслужив одобрение критики: так, писательница и актриса Колетт охарактеризовала пьесу Жоссе как «драматическое, гармоничное произведение, которое ни на миг не становится скучным и с лёгкостью взмывает к значительным вершинам». «Елизавета» была поставлена во многих европейских странах, в том числе в лондонском Театре-студии «Гейт» (1938, в переводе Иветты Пьен), а в последующие годы дважды экранизирована: в 1958 году вышел британский телефильм «Под сенью топора» (англ. In the Shadow of the Axe) режиссёра Сирила Коука, в 1960 году — французский фильм «Елизавета, женщина без мужчины» режиссёра Ролан-Бернара.
Пьеса о Елизавете осталась самым большим успехом Жоссе, однако среди его последующих работ была драма «Последняя любовь» (фр. Dernier amour), получившая в 1950 году премию на фестивале в Сан-Ремо и в 1963 году экранизированная Жоржем Фольгоасом. Написал также сценарий по роману Роберта Льюиса Стивенсона «Владетель Баллантрэ» для телеэкранизации режиссёра Абдера Искера (1963).